# Grovsta
Grovsta is een plaats in de gemeente Norrtälje in het landschap Uppland en de provincie Stockholms län in Zweden. De plaats heeft 61 inwoners (2005) en een oppervlakte van 17 hectare. Grovsta wordt omringd door zowel landbouwgrond en bos als rotsachtig gebied. De stad Norrtälje ligt zo'n tien kilometer ten noorden van het dorp.

## Verkeer en vervoer
Bij de plaats loopt de Länsväg 276.